# Благодарность президента Республики Корея
Благодарность президента Республики Корея (кор. 대통령부대표창?, 大統領部隊表彰?) — военная награда, которая вручается правительством Южной Кореи иностранным военным подразделениям.
Последний раз большое количество этих наград было вручено во время корейской войны, тогда наградой были удостоены нескольких американских, британских и прочих воинских частей. По распоряжению правительства Южной Кореи, задним числом правом ношения этой награды были удостоены все подразделения армии США, которые находились на Корейском полуострове в период между 1950 и 1954 годами. Размер планки — ширина 9.5 мм, длина 35 мм.